# Schipper naast Mathilde

Schipper naast Mathilde (Skipper à côté de Mathilde) était une sitcom télévisée flamande, diffusée entre 1955 et 1963 sur la chaîne de télévision publique flamande NIR (aujourd'hui la VRT). À l'époque, elle a connu un énorme succès et est considérée comme la première série télévisée classique de la télévision flamande. Environ 185 épisodes ont été réalisés, mais comme beaucoup d'entre eux ont été diffusés en direct sans enregistrer de copie, la majorité est perdue aujourd'hui. Une autre partie a été perdue dans un incendie. En 2005, un DVD est sorti qui contient tous les épisodes restants, neuf au total.

## Concept
Schipper naast Mathilde se déroule dans un village flamand typique et était centrée sur un ancien skipper (Nand Buyl), sa sœur Mathilde (Jetje Cabanier), leur fille adoptive Marianne (Francine De Weerdt, plus tard Chris Lomme), la  voisine  curieuse Madame Krielemans, le bégaiement du chic Philidoor, le stupide Sander et son ami Hyppoliet Maréchal, qui essayait de parler français, mais a toujours fait des erreurs de langage. Quand les gens le corrigeaient, il répondait toujours « C'est ce que j'ai dit ! ». La famille avait également un perroquet, Jules, qui commentait souvent les procédures dans la maison.

## Dans les coulisses
À l'origine, le NIR ne prévoyait que treize épisodes. La série devait à l'origine s'appeler Het Koperen Anker ou De avonturen van kapitein Biebuyck, centrée sur un ancien colonel de l'armée. Puisqu'il y avait un capitaine militaire qui portait ce nom et qui a entendu le projet, cette idée a été abandonnée.
En 1959, le personnage de Marianne a été retiré de la série et remplacé par un nouveau personnage, Marieke. L'actrice qui jouait Marianne, Francine De Weerdt, a été remplacée par Chris Lomme. Nand Buyl, qui jouait le skipper, a développé une histoire d'amour avec Lomme et le couple s'est ensuite marié.
Le théologien Max Wildiers a écrit les scripts de la série, ainsi qu'Anton van Casteren, Rik de Bruyn et Gerard Walschap,.

## Distribution
- Nand Buyl : Matthias
- Jetje Cabanier : Mathilde
- Chris Lomme : Marieke (1959-1963), comme Christine Lomme
- Tuur Bouchez : Philidoor
- Jan Reusens : Sander
- Fientje Blockmans : Jules le perroquet
- Francine De Weerdt : Marianneke (1955-1959)
- René Peeters : Hyppoliet
- Josée Puissant : Madame Krielemans

## Popularité
La popularité de la série a prospéré grâce aux situations farfelues et sur le fait que tous les personnages parlaient dans le dialecte de la province d'Anvers.

## Sources
1. ↑   vrt.be
2. ↑  « Schipper (Nand Buyl) naast Mathilde », sur skynetblogs.be via Wikiwix (consulté le 12 octobre 2023).
3. ↑  gva.be
4. 1 2   Cas Goossens, Radio en televisie in Vlaanderen: een geschiedenis, Davidsfonds, Leuven, 1998, page 74.
5. ↑   muziekmuseum.skynetblogs.be
6. ↑   Cas Goossens, Radio en televisie in Vlaanderen: een geschiedenis, Davidsfonds, Leuven, 1998, blz. 74.
7. ↑  ronnydeschepper.com
8. ↑  deredactie.be/cm/vrtnieuws
9. ↑  (nl) « 65 jaar geleden : eerste aflevering van “Schipper naast Mathilde” », sur dagelijks iets degelijks, 10 mai 2020 (consulté le 5 octobre 2020).